# 邁科普區

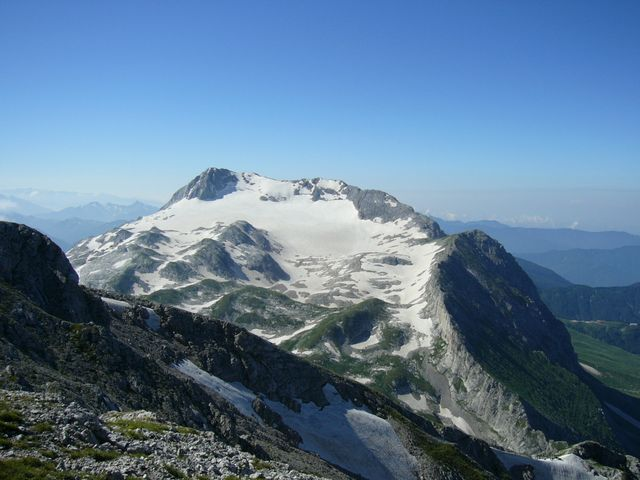

44°31′N 40°10′E / 44.517°N 40.167°E
邁科普區（俄语：Майкопский район），是俄羅斯的一個區，位於該國西南部，由阿迪格共和國負責管轄，始建於1940年2月21日，面積3,667.4平方公里，2010年人口58,439，人口密度每平方公里15.9人。